# Klas Persson
Klas Theodor Persson, född 10 oktober 1912 i Torsby församling i södra Bohuslän, död 4 mars 1999 i Domkyrkoförsamlingen i Göteborg, var en svensk målare.
Han var son till hemmansägaren Per Olsson och Anna Nikolina Nikolausdotter. Persson studerade konst vid Slöjdföreningens skola i Göteborg och var en tid privatelev till Wilgot Olsson. Han debuterade i en utställning med Albert Eldh på Lorensbergs konstsalong 1954 och har därefter regelbundet medverkat i Göteborgs konstförenings Decemberutställningar på Göteborgs konsthall. Hans konst består av stilleben, figurer, porträtt och landskapsskildringar med motiv från Bohuslän utförda i olja eller oljefärgskritor.